# Ciclohexanonă
Ciclohexanona este un compus organic cu formula (CH2)5CO. Este un compus ciclic format din șase atomi de carbon, conținând și o grupă carbonil de tip cetonă. Cu timpul, probele de ciclohexanonă devin galbene, din cauza oxidării. Este slab solubilă în apă și miscibilă în solvenți organici comuni. Miliarde de kilograme de ciclohexanonă sunt produse anual, în majoritatea cazurilor ca precursor pentru nailon.

## Utilizări
Majoritatea cantității de ciclohexanonă produsă este consumată ca și precursor pentru nailon de tipul 6,6 și 6. Aproximativ jumătate din cantitatea mondială este transformată în acid adipic, plecându-se de la ciclohexanonă și ciclohexanol, cel din urmă fiind oxidat cu acid azotic. Restul de ciclohexanonă, mai mult de un miliard de kilograme anual, este transformată în oxima corespunzătoare. În prezența acidului sulfuric ca și catalizator, oxima suferă o rearanjare moleculară, dând amidă ciclică numită caprolactamă: